# Andrew Kocher
Pour les articles homonymes, voir Kocher.
 (avril 2021).
Andrew Kocher est un cavalier de saut d'obstacles américain. Vainqueur du Grand Prix de Calgary en 2019, il est 105e de la FEI ranking list en avril 2021, au moment de sa suspension pour usage d'éperons électriques.

## Carrière
Le 6 juillet 2019, il remporte le Grand Prix de Calgary, premier Grand Prix 5* de sa carrière, avec son cheval Carollo. Il est sévèrement critiqué pour avoir maintenu l'engagement de son cheval au derby couru le lendemain, durant lequel Carollo, épuisé, prend 28 points de pénalité sur les obstacles.

## Affaire des éperons électriques
En juin 2020, le magazine équestre Grand Prix publie une enquête photographique étayant des soupçons d'usages d'éperons électriques par Andrew Kocher, sur au moins 5 de ses chevaux. D'après leur enquête, le système « permettrait au cavalier d’envoyer des décharges électriques dans les flancs de son cheval via les éperons grâce à une commande placée dans la paume de la main et contrôlable grâce à un bouton-poussoir. Ce dernier enverrait du courant dans des fils dissimulés dans le pantalon du cavalier, lesquels termineraient leur course au bout des éperons ». Kocher est alors suspendu provisoirement le 28 octobre 2020, en attendant l'enquête et le verdict de la Fédération équestre internationale. En avril 2021, sa suspension est portée à 10 ans, et il est disqualifié de huit évènements sportifs auxquels il a participé entre juin 2018 et novembre 2019, pour usage d'éperons électriques sur ses chevaux.